# Gnophomyia multiermis
Gnophomyia multiermis är en tvåvingeart som beskrevs av Alexander 1956. Gnophomyia multiermis ingår i släktet Gnophomyia och familjen småharkrankar.
Artens utbredningsområde är Thailand. Inga underarter finns listade i Catalogue of Life.